# Signe Rundgren
Signe Rudolfina Maria Rundgren, född 8 augusti 1869 i Helsingborg, död 12 januari 1959 i Helsingborg, var en svensk målare och tecknare.
Hon var dotter till kamreren Carl Öberg och Blenda Maria Hallberg och från 1882 gift med marindirektören Karl Elias Rundgren. Hon studerade i sina ungdomsår konst för Bengt Nordenberg i Düsseldorf och under studieresor till Schweiz och Brügge. Hon fortsatte studierna i vid Konstakademien i Stockholm 1890. Hon medverkade i samlingsutställningar med Karlskrona konstförening. På en retrospektiv separatutställning i Karlskrona 1943 visade hon upp porträtt, stilleben och landskapsmålningar. Bland hennes offentliga arbeten märks porträttet av kyrkoherde H Hilder i Ronneby stadskyrka och porträttet av amiral GA Sundin i Sjöofficerssällskapet i Karlskrona. Hennes konst består förutom porträtt av kopior av äldre porträtt, blomsterstilleben och landskapsmålningar utförda i olja, tempera, pastell, kol, blyerts och svartkritsteckning. 